# Kiss Tibor Noé
Kiss Tibor Noé (Budapest, 1976 –) magyar prózaíró, szerkesztő, újságíró.

## Életpálya
Kiss Tibor Noé 17 éves koráig a Ferencvárosi TC igazolt labdarúgója volt. Később újságkihordóként és kérdezőbiztosként dolgozott, majd a MÚOSZ Bálint György újságíró iskolájában szerzett képesítést, majd Pécsett hallgatott szociológiát. Néhány éves budapesti kitérő után újra ott telepedett le. Cikkeit rendszeresen közölte a Magyar Narancs, a Magyar Hírlap, és a pozsonyi Új Szó. Tördelőszerkesztője és honlapfelelőse a Jelenkor (1958–) folyóiratnak, illetve az Irodalmi Diszkó nevű rendezvénysorozat szervezője, mely 2012 óta létezik Pécsett. Amatőr futballtrénerként is tevékenykedett 2013 és 2015 között Pécsbányán, ahol főleg szegény sorsú és roma származású fiataloknak tartott edzéseket.
Transzneműségéről többször is nyíltan beszélt. 
„Július elsején elköltöztem Magyarországról” – írta magáról 2022. novemberben. Azóta Szlovéniában él.

## Művei
- 2010-ben az Alexandra Kiadó gondozásában jelent meg Inkognitó című önéletrajzi regénye, melyben a transzneműség problémáját tárja fel egy serdülő fiatal szemszögén keresztül. A regény utóbb lengyel, finn és szlovén nyelven is megjelent.
- 2014-ben Aludnod Kellene címmel a Magvető Kiadó gondozásában jelent meg második regénye. A könyv egy alföldi telep mindennapjait mutatja be, hét férfi és egy kamaszlány történetein keresztül. A regényért 2015-ben megkapta a Békés Pál-díjat. A regény német és cseh nyelven is megjelent.
- 2016-ban a Magvető Kiadó újra közölte az Inkognitó c. regényt.
- 2020-ban jelent meg a harmadik regénye Beláthatatlan táj címmel (Magvető Kiadó), egy évvel később a műért az Artisjus-díjat ítélték oda a szerzőnek.

## Díjai
- Békés Pál-díj (2015)
- Prima Primissima Baranya Megyei Prima Díj (2017)
- Hazai Attila Irodalmi Díj (2020)
- Artisjus-díj (2021)